# Guaranteed Rate Field
Le Rate Field (auparavant Comiskey Park, U.S. Cellular Field et Guaranteed Rate Field, surnommé Sox Park) est un stade de baseball situé dans le secteur communautaire d'Armour Square à Chicago (Illinois, États-Unis).
Depuis 1991, c'est le domicile des White Sox de Chicago évoluant dans la division Centrale de la Ligue américaine en Ligue majeure de baseball. Le stade a une capacité de 40 615 places et dispose de 92 loges de luxe.
Il ouvre en 1991 sous le nom Comiskey Park, en référence à l'ancien Comiskey Park, où les White Sox avaient joué de 1910 à 1990. En 2003, il est renommé en U.S. Cellular Field lorsque les droits d'appellation du stade sont acquis par U.S. Cellular (en forme longue « United States Cellular Corporation »), et l'enceinte conserve ce nom jusqu'en 2016. La compagnie Guaranteed Rate acquiert ensuite les droits d'appellation pour 13 ans et le stade adopte le nom Guaranteed Rate Field le 1er novembre 2016. Fin 2024, Guaranteed Rate a changé de nom pour devenir Rate. Le nom du stade a également été modifié en conséquence le 18 décembre.

## Localisation
Le Rate Field est situé juste à l'ouest de la Dan Ryan Expressway, une voie rapide nord-sud, à l'adresse 333 West 35th Street dans le secteur d'Armour Square, non loin du secteur financier du Loop (Downtown Chicago) au nord. Le stade a été construit juste en face de la 35e rue du stade original connu sous le nom de Comiskey Park, qui fut démoli pour faire place à un parking pour le nouveau site.

## Histoire

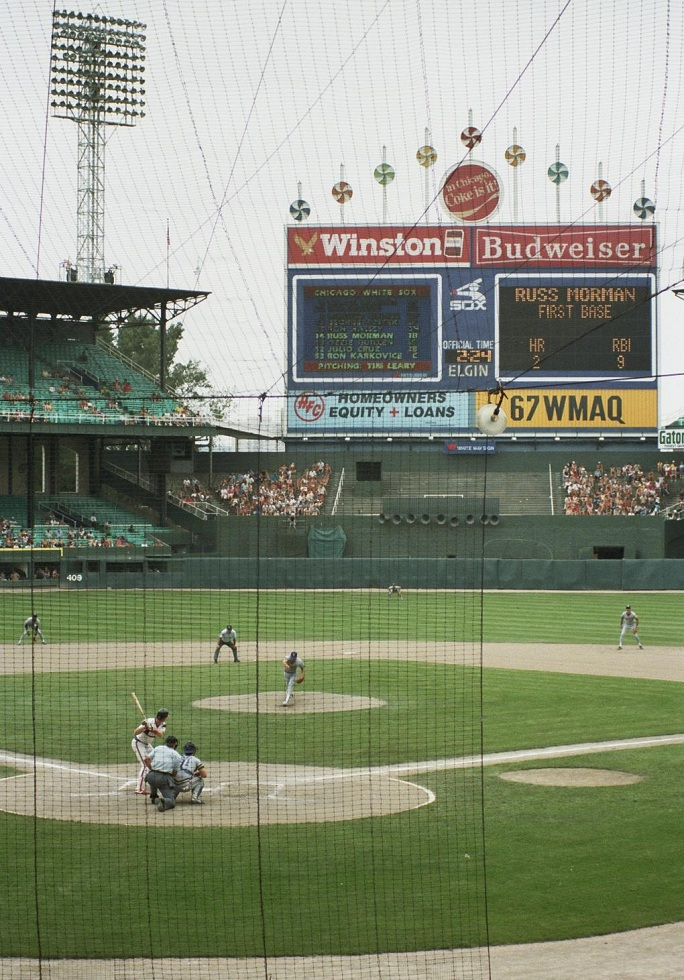
Le Comiskey Park en 1986.

L'édifice a été la première nouvelle installation sportive construite à Chicago depuis 1929 (Le United Center a ouvert ses portes en 1994). Il a également été le premier stade des Ligues majeures destiné exclusivement au baseball depuis le Royals Stadium (maintenant Kauffman Stadium), qui a ouvert en 1973, et le dernier en date avant la récente vague des nouveaux stades "rétro-classiques". Cependant, quelques éléments de conception de l'ancien Comiskey Park ont été conservés. Le plus notable parmi eux est le "exploding scoreboard" (Le tableau indicateur éclatant), qui est une réplique de celui mis en place par Bill Veeck au vieux stade en 1960.
Au début de tous les matchs, après qu'un joueur des White Sox frappe un home run, et après une victoire des White Sox, le tableau d'affichage s'allume en couleurs et des feux d'artifice explosent dans le ciel. L'entrée a plusieurs fenêtres arquées. Le Sox Shower, situé dans le champ central-gauche, est un endroit où les supporters peuvent se rafraîchir pendant les jours de match chauds.
Le U.S. Cellular Field fut inauguré le 18 avril 1991 sous le nom de Comiskey Park (le deuxième du nom) et coûta 167 millions $ de dollars. En juillet 2003, il fut le lieu du Match des étoiles de la Ligue majeure de baseball 2003. La société U.S. Cellular a acheté les droits d'appellation du bâtiment pour 68 millions $ de dollars sur 20 ans. Le stade est renommé Guaranteed Rate Field le 1er novembre 2016 lorsque Guaranteed Rate achète les droits d'appellation du bâtiment pour 13 ans. Comme le contrat avec U.S. Cellular n'était pas encore terminé, les White Sox versent à cette compagnie 13 millions $ de dollars pour y mettre fin prématurément.

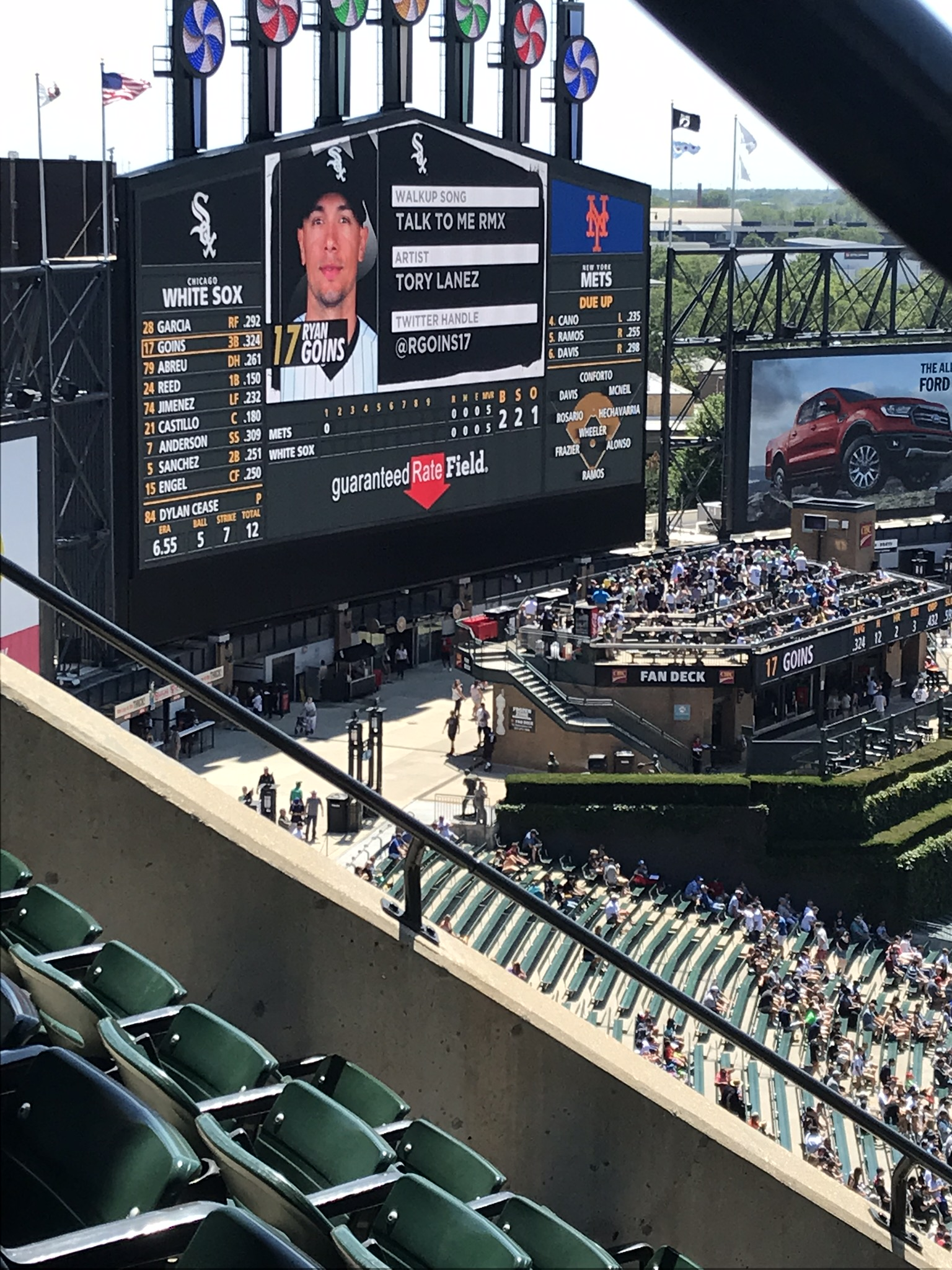
Vue sur le panneau d'affichage.

L'étage supérieur du stade comporte un écran blanc et noir derrière la première rangée de sièges, et est surmonté d'un toit plat soutenu par des fermes en acier noir qui obstruent la vue de quelques sièges. Les sièges bleus d'origine ont également été remplacés par des sièges vert forêt. La nouvelle palette de couleurs vertes et noires, l'écran du niveau supérieur en retrait du mur extérieur et le toit en forme d'auvent rappellent l'ancien Comiskey Park, ainsi que d'autres stades de baseball classiques. Des peintures murales ont également été ajoutées dans les couloirs intérieurs, une caractéristique importante de l'ancien stade.
Le stade abrite 103 suites de luxe réparties sur deux niveaux, ainsi que 1 822 « sièges club » (en anglais luxury suites) situés sur la mezzanine entre le pont inférieur et le pont supérieur. Les sièges club constituent la catégorie de sièges la plus chère dans les arènes et les stades, et génèrent des revenus beaucoup plus élevés que les sièges ordinaires,. Ils bénéficient d'un service d'attente et d'un hall fermé avec de multiples espaces de détente avec des écrans plats géants diffusant les matchs en live et des concessions de type bar. Le stade compte 400 sièges accessibles aux fauteuils roulants, 38 toilettes publiques, 12 escaliers roulants et 15 ascenseurs. Les nouvelles suites sont l'une des raisons pour lesquelles l'ancien Comiskey Park fut démoli, car les suites génèrent plus de revenus.

## Droits d'appellation
Initialement appelé Comiskey Park, le stade a été rebaptisé « U.S. Cellular Field » en 2003, après que la société de télécommunications U.S. Cellular, basée à Chicago, a acheté les droits de dénomination à 68 millions de dollars pour 20 ans. Le U.S. Cellular a ensuite payé 13 millions de dollars pour mettre fin à l'accord sept ans plus tôt, économisant ainsi environ 10,8 millions de dollars. Le prochain nom du stade a été annoncé le 31 octobre 2016, après que la société privée de prêts hypothécaires résidentiels Guaranteed Rate, également basée à Chicago, a acheté les droits de dénomination dans le cadre d'un accord de 13 ans,. Il a ensuite été révélé que Guaranteed Rate paierait 20,4 millions de dollars sur dix ans pour l'accord de 13 ans. Cela correspond à un paiement moyen de 2,4 millions de dollars, soit moins que le paiement annuel de 3,4 millions de dollars de la société U.S. Cellular et moins que le paiement moyen des droits de dénomination de la MLB, qui s'élevait à 3,6 millions de dollars à l'époque de la signature de l'accord.

## Attractions et caractéristiques

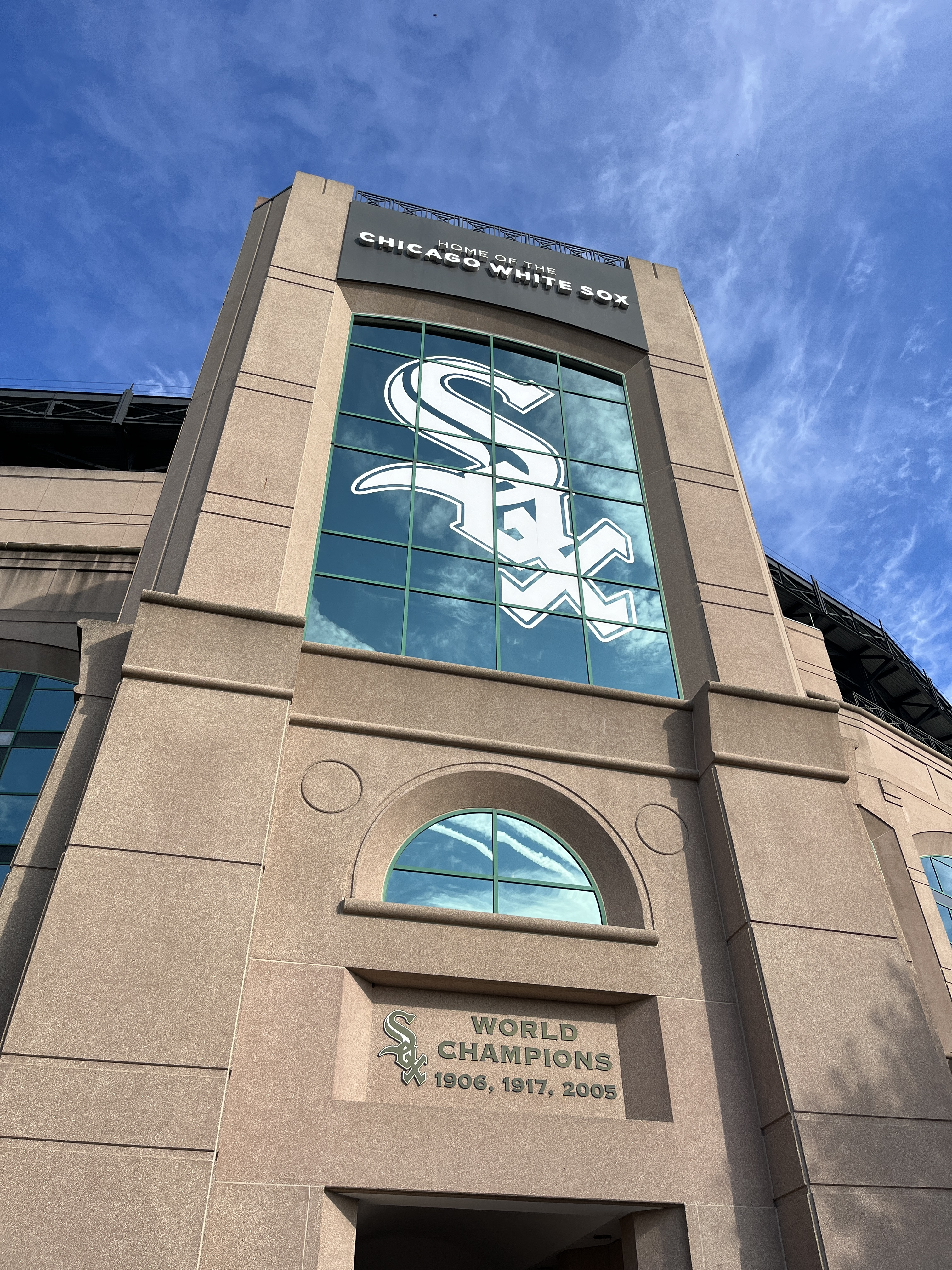
Extérieur du stade.

- Lumières LED clignotantes : les White Sox utilisent les lumières LED clignotantes lorsque l'équipe entre sur le terrain avant le premier lancer, frappe un coup de circuit ou gagne un match. Ils utilisent également cette fonction à chaque fois que Liam Hendriks, leur fermeur de jeu, sort de l'enclos.
- Fan Deck (terrasse des supporters) : une vue panoramique du terrain de jeu sur le Fan Deck à deux niveaux, au sommet des stands de concession du champ central. Le Fan Deck propose un service de restauration composé de sandwichs au poulet, de hot-dogs, de hamburgers, de chips, de pop-corn, de bières, de sodas et d'eau. Le Fan Deck peut accueillir environ 150 personnes.
- Débarcadère Miller Lite : une section de 326 places dans le champ droit qui comprend des installations d'eau courante sur les quatre côtés, des sièges individuels, des espaces pour les fêtes de groupe et une zone debout où les fans peuvent interagir près du hall d'entrée du champ extérieur. Les premières rangées de la section comprennent des sièges rembourrés, des ports de chargement d'appareils, des écrans de télévision et bien plus encore.
- Craft Kave : une section à deux niveaux, en plein air, située dans le champ droit à côté de l'enclos des visiteurs, avecun service de restauration et des buvettes.
- Salles de rafraîchissement : un endroit où les supporters peuvent se rafraîchir pendant les jours de match chauds. Près des sections 107 et 537.
- Zone enfants : située dans le champ gauche. Cette zone de 1 400 m2 est destinée aux jeunes supporters des White Sox, leur permettant d'apprendre les principes fondamentaux du baseball. On y trouve un terrain de whiffle ball dont la taille est adapté aux jeunes enfants pour les stages d'entraînement, des cages de frappeurs et de lanceurs, des boxes de frappeurs pour apprendre les bonnes techniques de frappe et des zones pour la course sur base et l'apprentissage des compétences.
- Machines de lancer rapide : près des sections 155 et 522.
- Douche : Un vestige de l'ancien Comiskey Park où les supporters peuvent se rafraîchir pendant les journées de fortes chaleurs. Près de la section 160.
- Sièges des éclaireurs : situés directement derrière le marbre, ils contiennent 314 sièges en cuir.
- Le Patio : situé juste derrière la clôture du champ central droit, au niveau du terrain. Le patio sert aux sorties de groupe telles que le Craft Kave et peut accueillir de 50 à 100 personnes.
- Le Home Plate Club : situé derrière le marbre. Il comprend un buffet, un bar ouvert, des sièges rembourrés et extra-larges de 22 pouces, des toilettes privées, des télévisions à écran plat dans l'ensemble du club et des sièges, une entrée privée par ascenseur derrière le marbre à la porte 4, une entrée anticipée dans le stade pour certains matchs afin d'assister à l'entraînement à la batte des White Sox depuis le champ extérieur.

## Événements
- Match des étoiles de la Ligue majeure de baseball 2003, 15 juillet 2003
- Série mondiale 2005
- Civil Rights Game, 24 août 2013

## Dimensions
- Champ gauche - 330 pieds (100,5 mètres)
- Champ centre-gauche - 377 ' (114,9 m)
- Champ centre - 400 ' (121,9 m)
- Champs centre-droit-  372 ' (113,3 m)
- Champ droit - 335 ' (102,1 m)

## Galerie

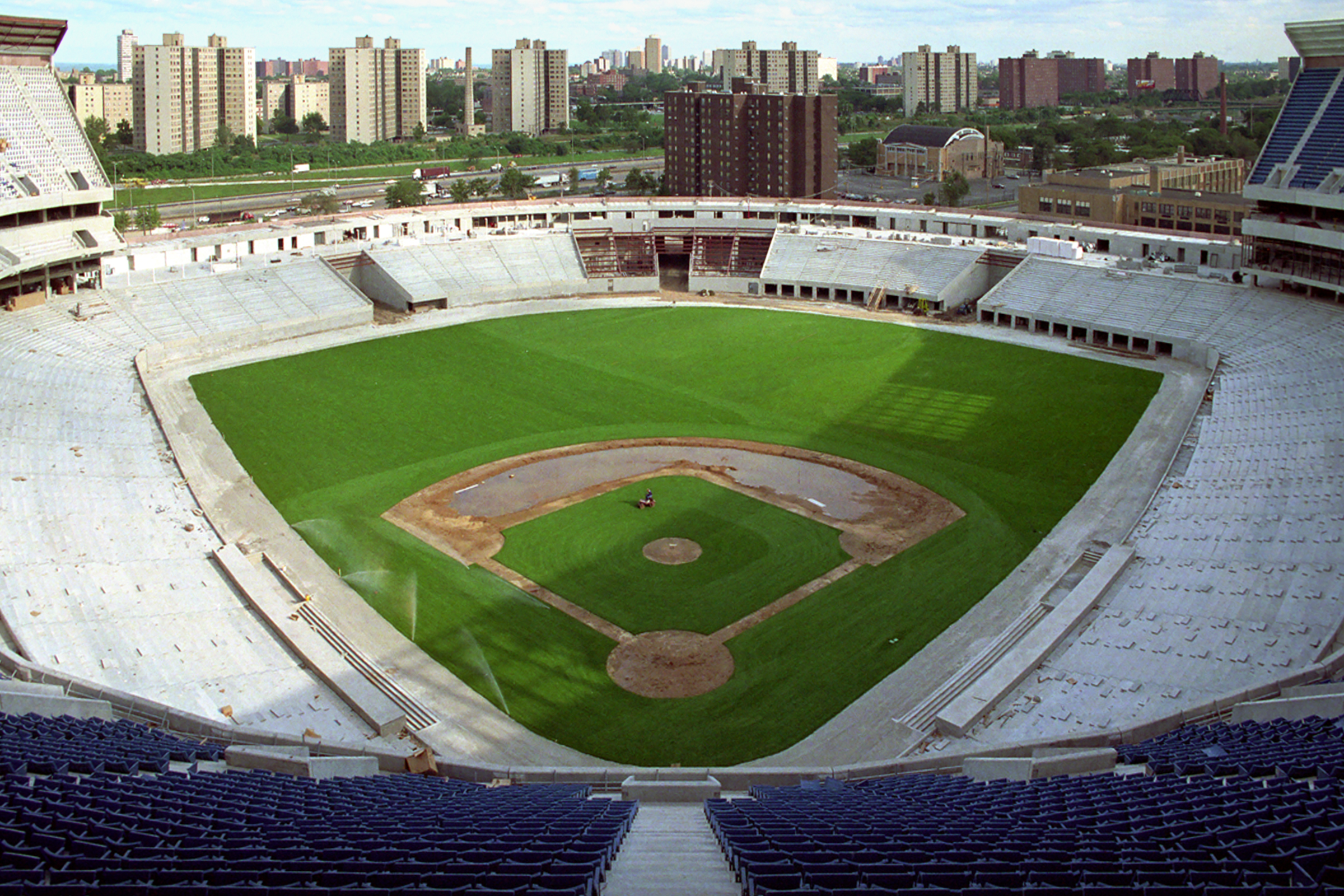
Construction du nouveau stade (septembre 1990).
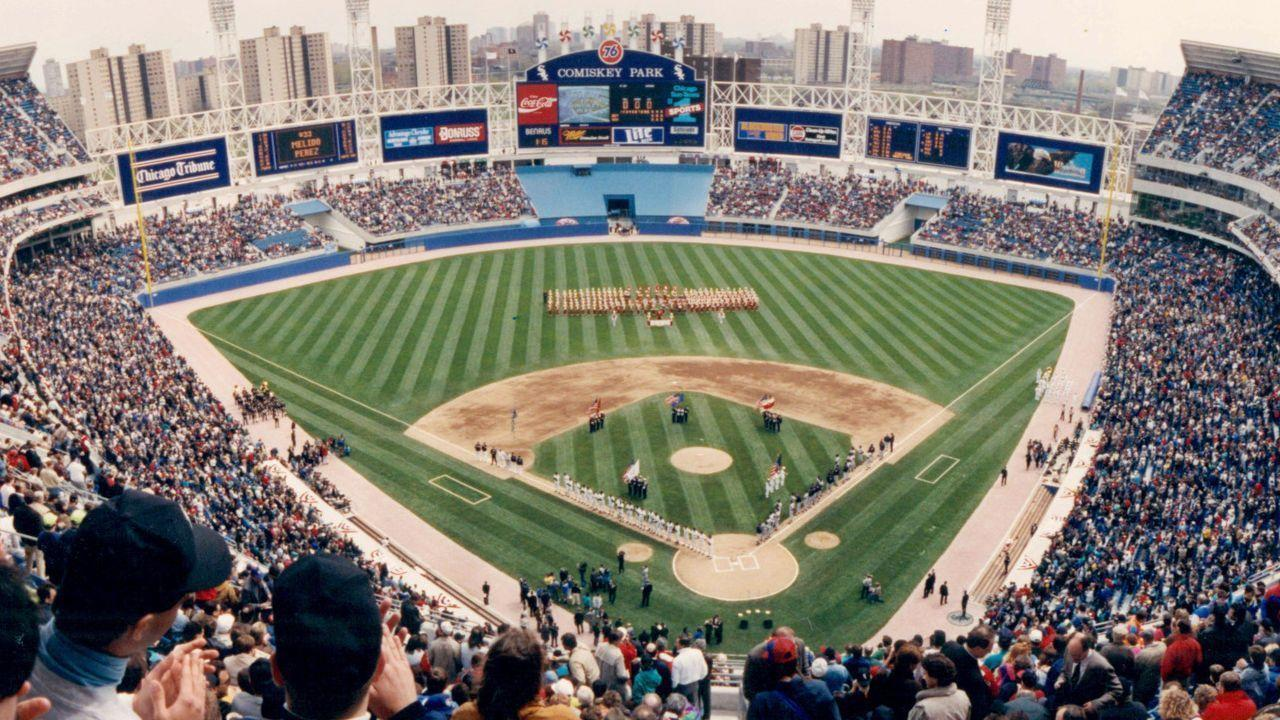
Le stade juste après sa réouverture en 1991.
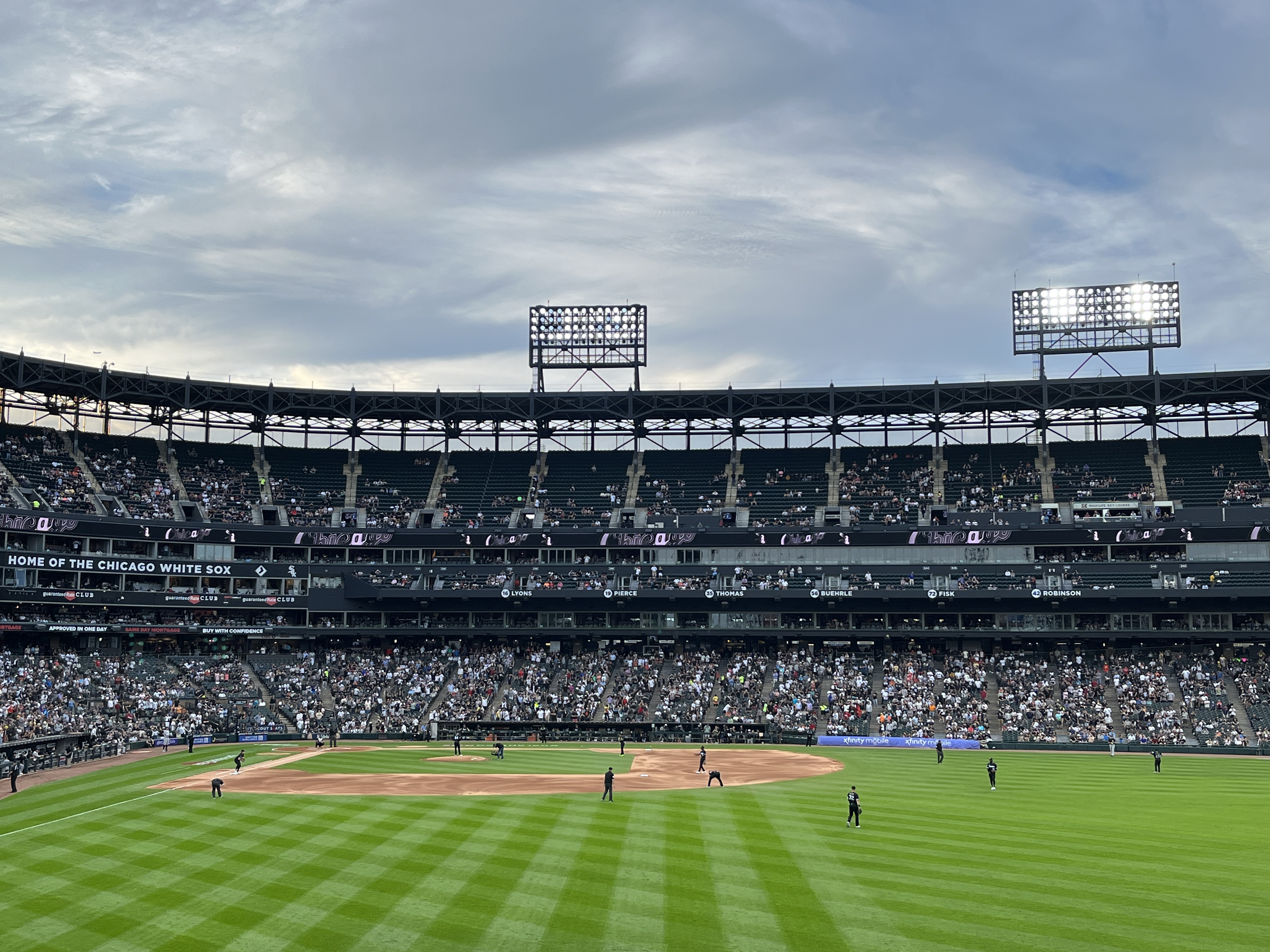
Les tribunes.
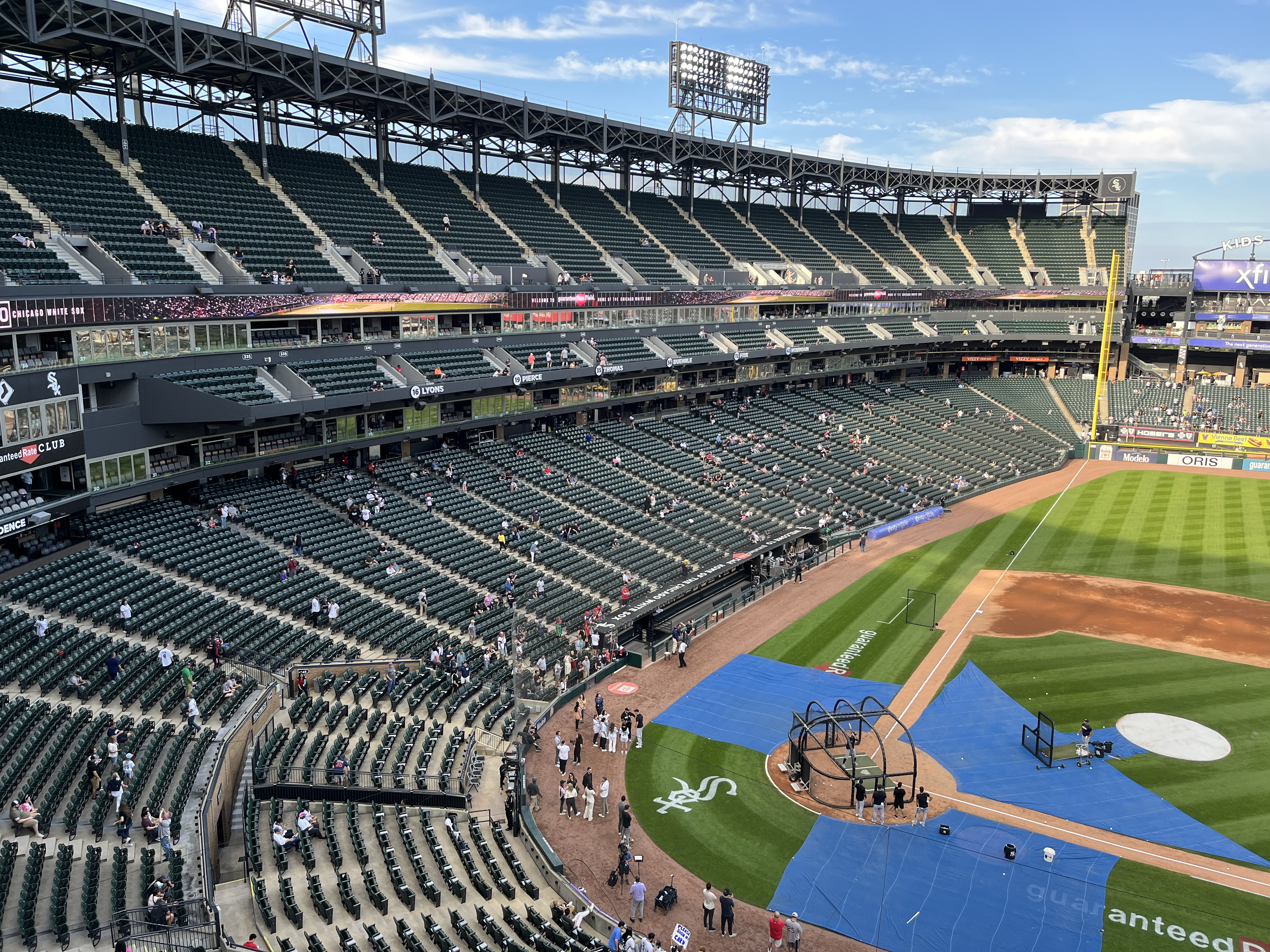
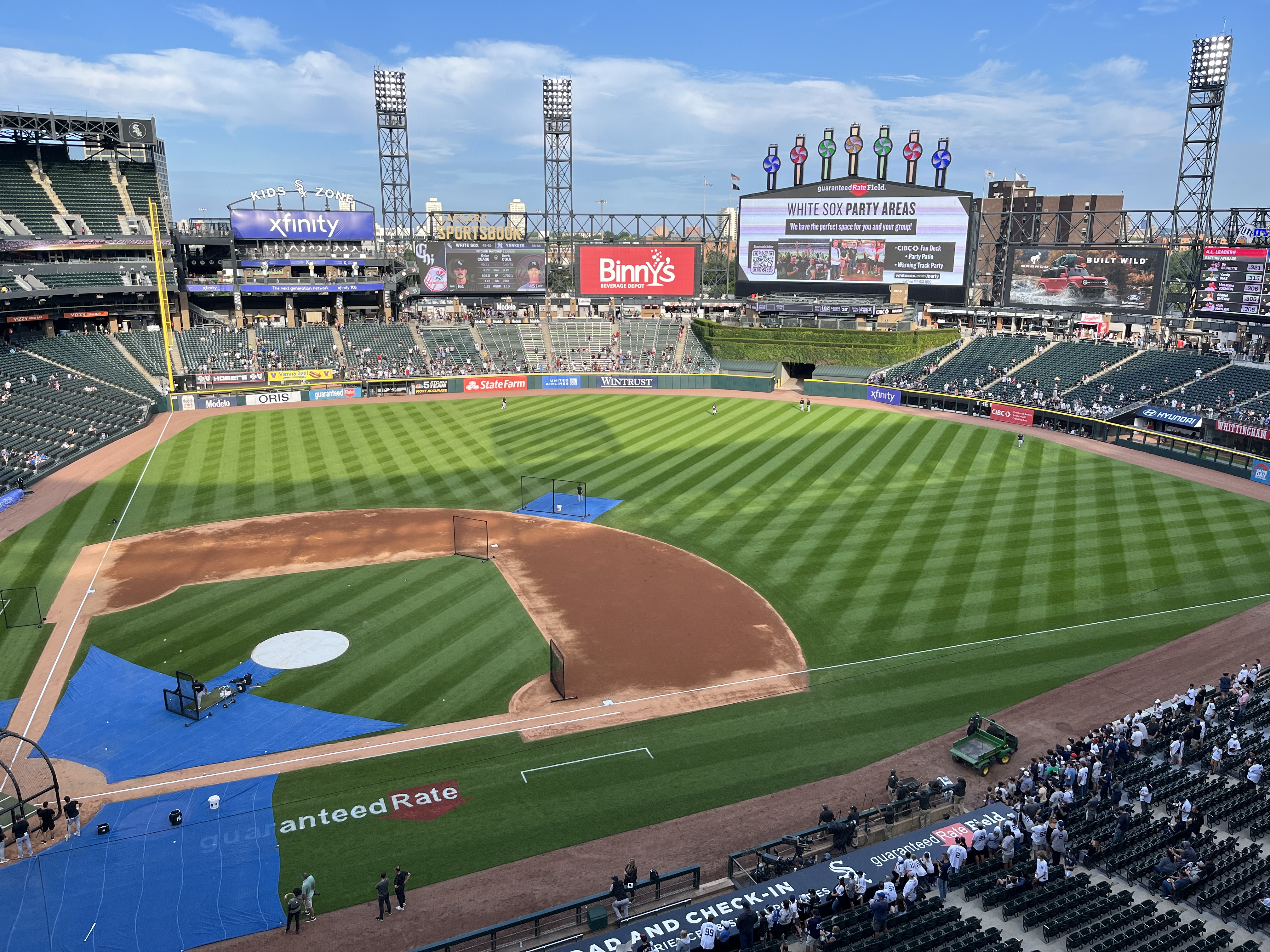
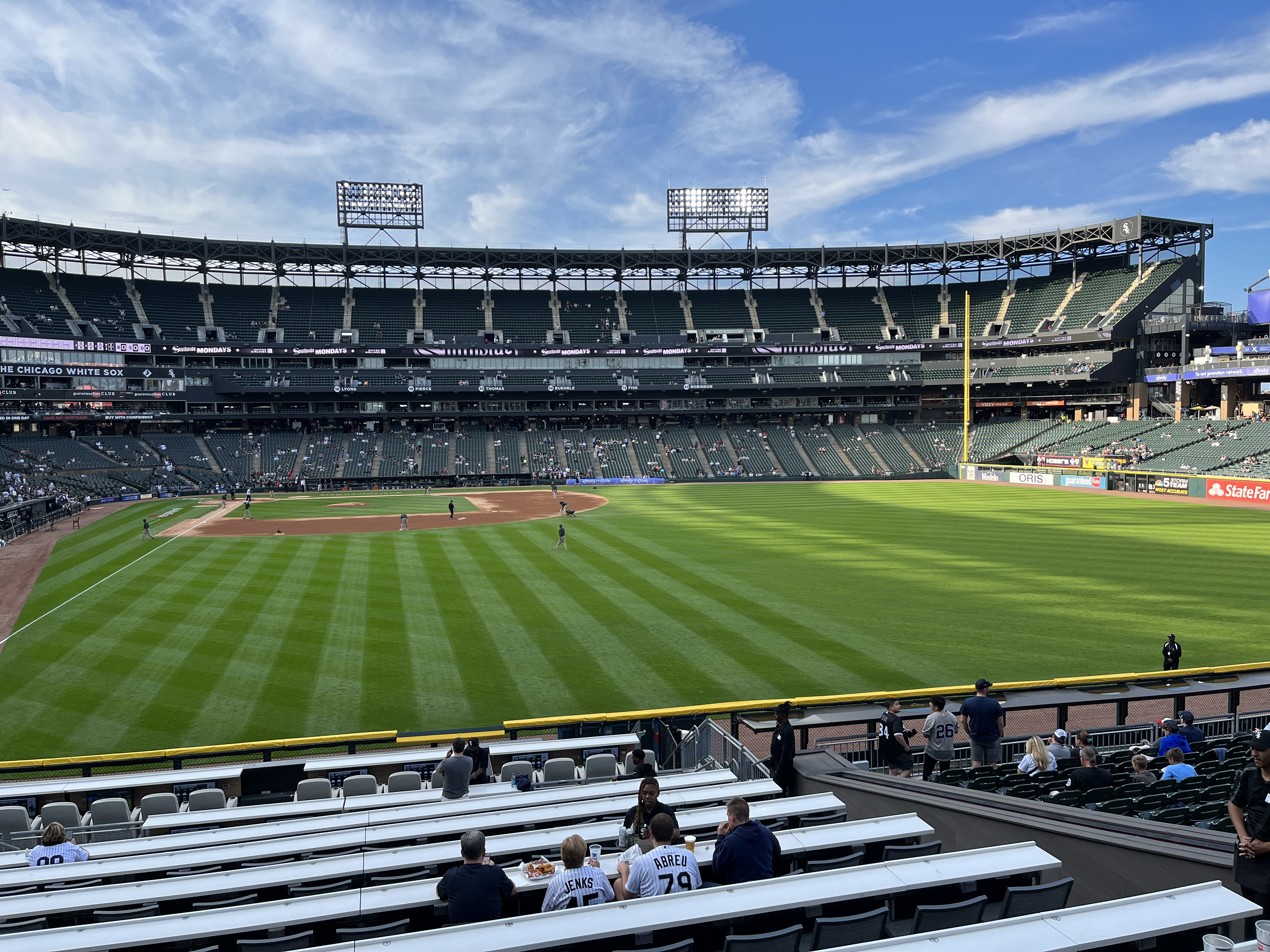
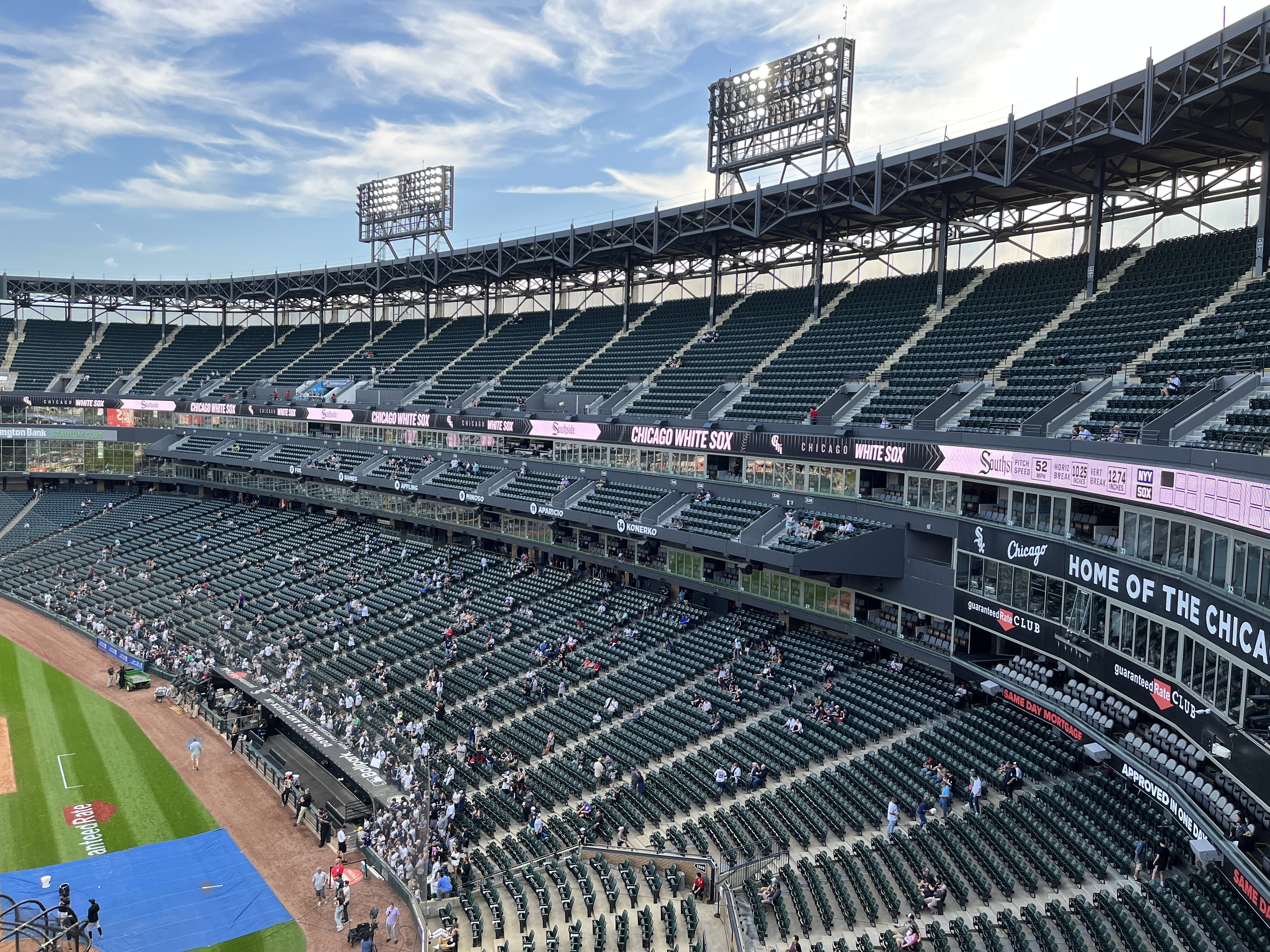
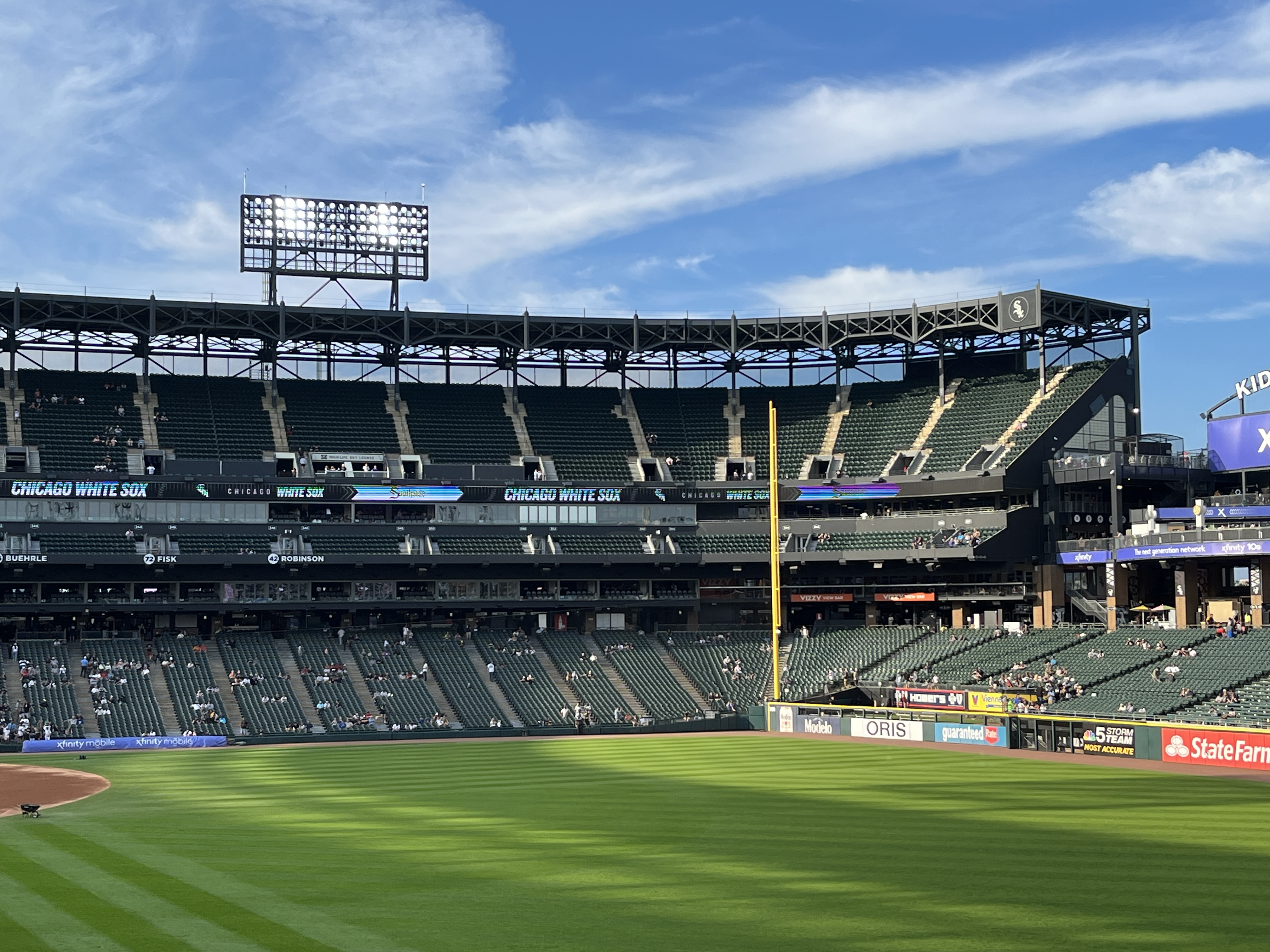
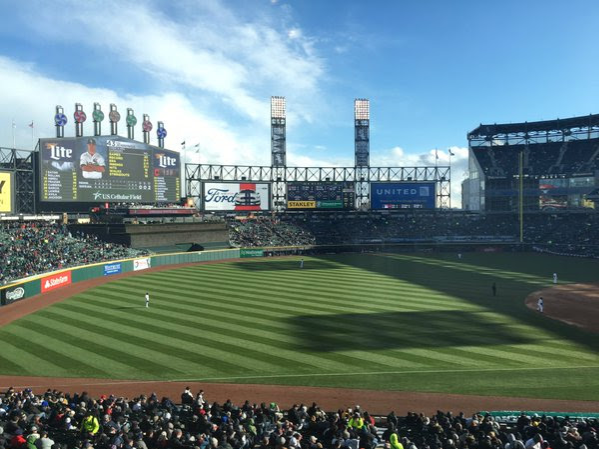
Nouveau tableau HD (2016)
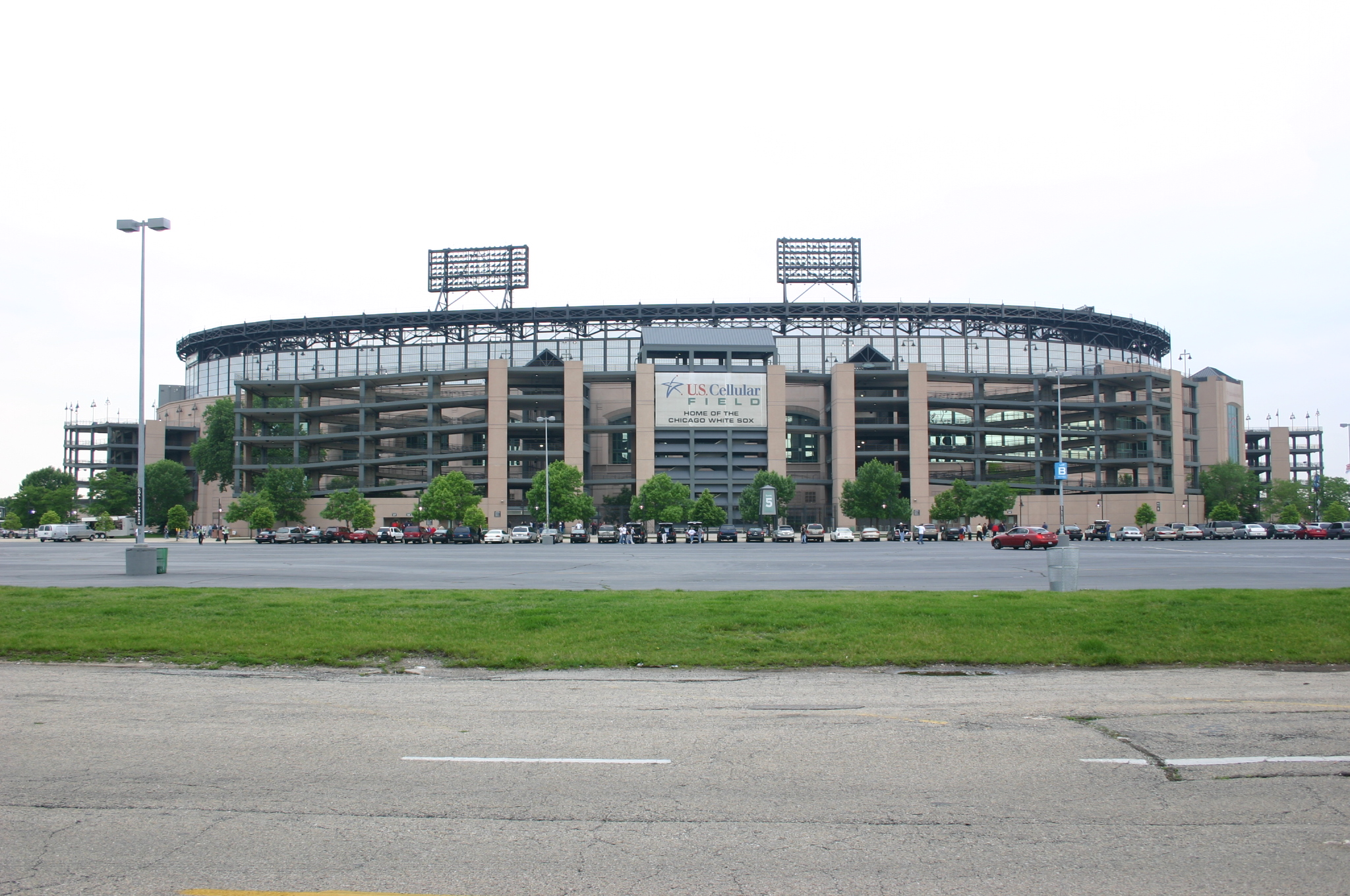
Extérieur
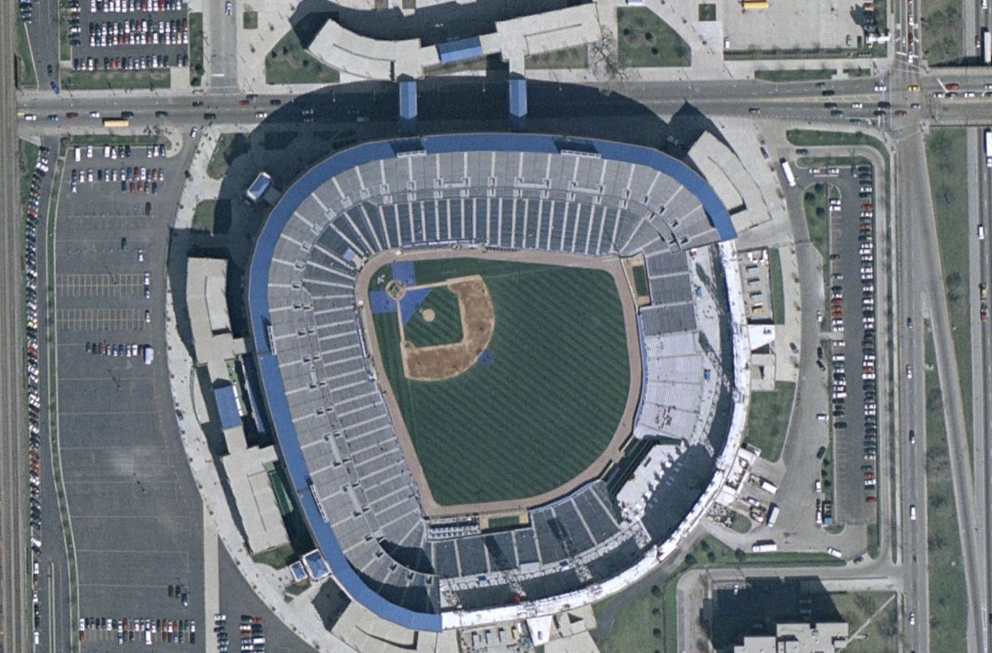
Image satellite.
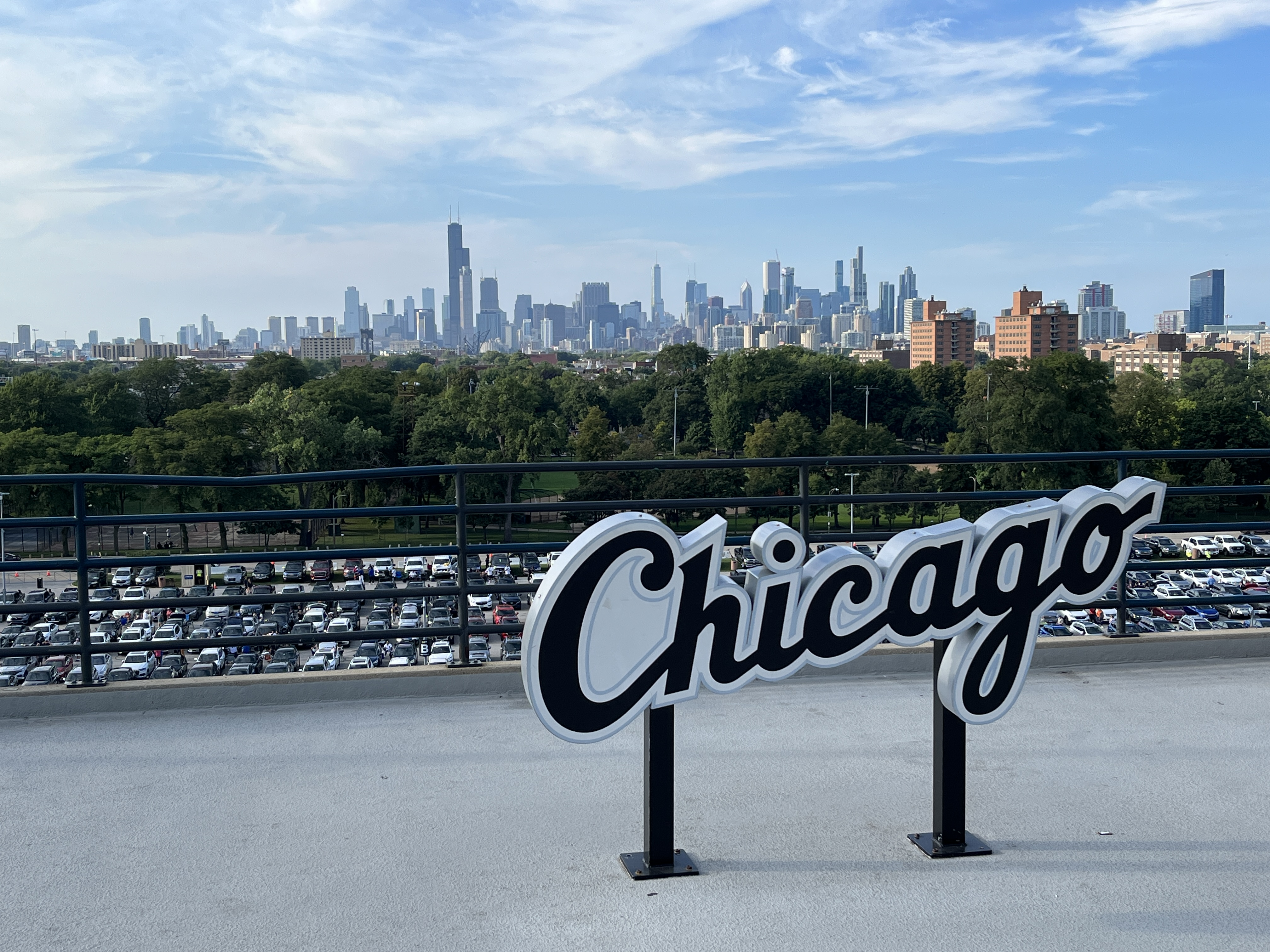
Vue du stade sur la skyline de Downtown Chicago.
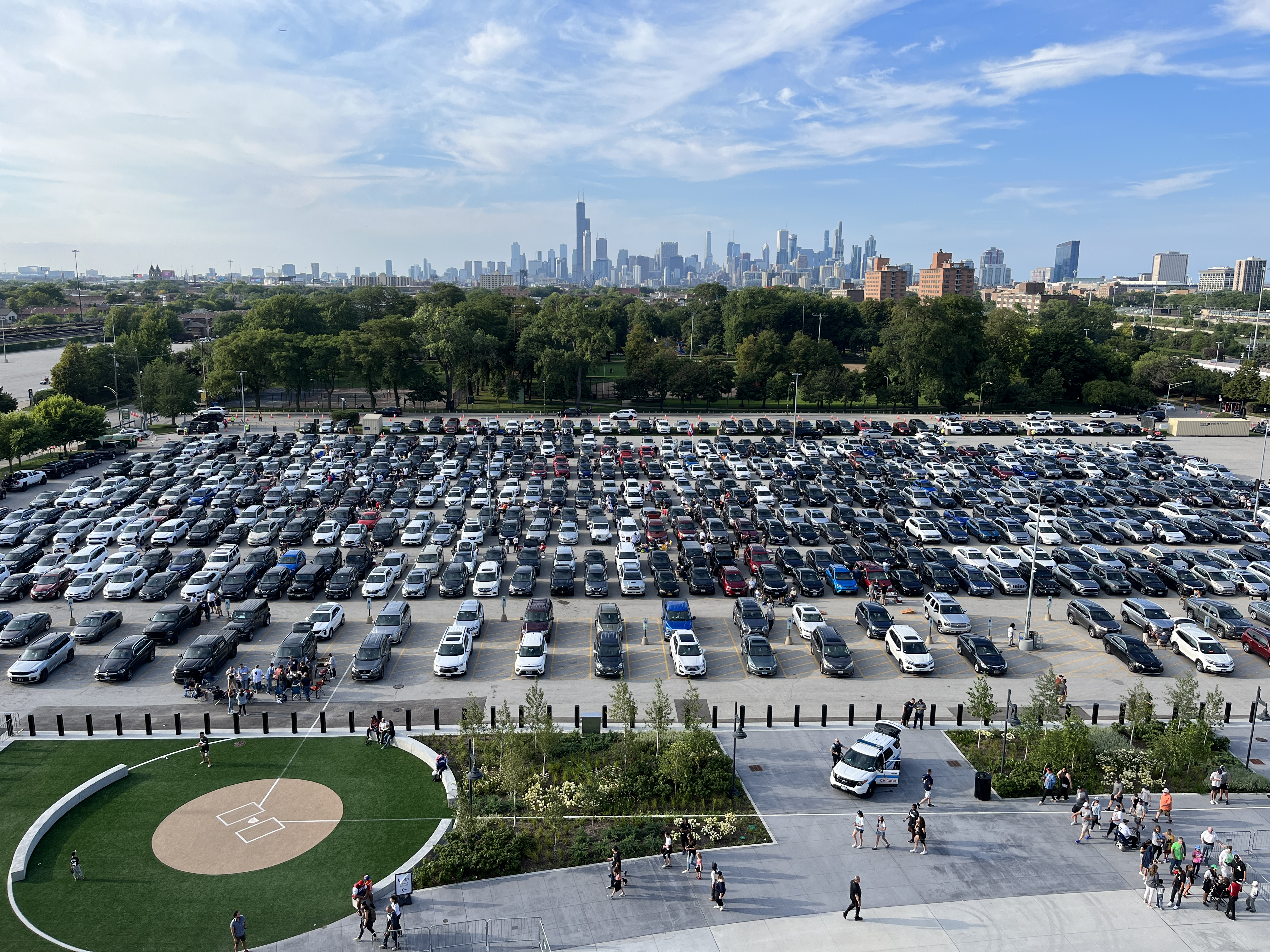
Vue sur les parkings.